# PK 164+31.1
PK 164+31.1 è una nebulosa planetaria visibile nella parte settentrionale della costellazione della Lince.
È stata scoperta nel 1939 da Rebecca B. Jones e Richard Emberson su una lastra fotografica acquisita con il telescopio rifrattore di 40 cm di diametro dell'osservatorio di Oak Ridge.

## Osservazione

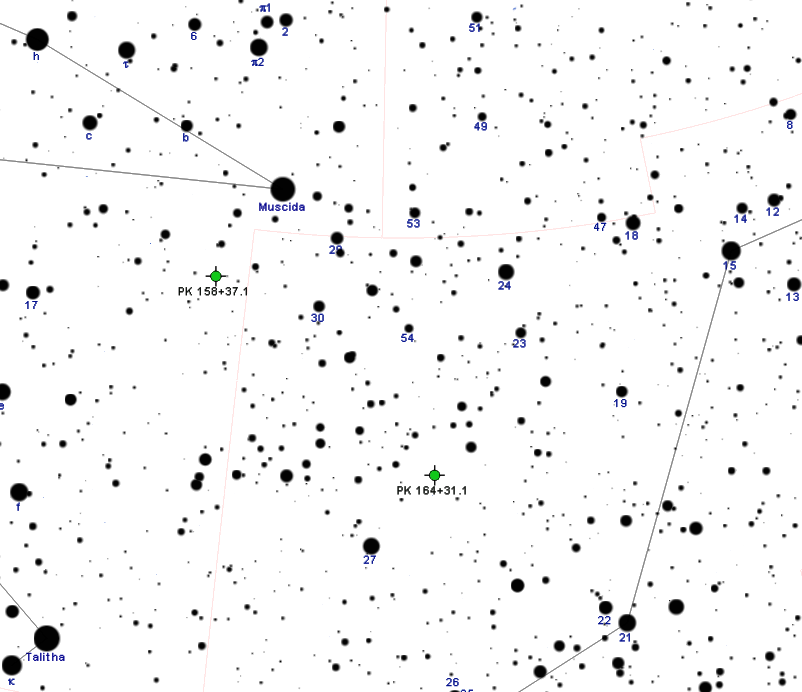
Mappa per individuare PK 164+31.1.

La sua posizione si individua, non senza difficoltà, seguendo una lunga concatenazione di stelle di settima e ottava magnitudine che dalla stella ο Ursae Majoris (Mushida) si estende per circa 8° in direzione SSW, al termine della quale occorre spostarsi 1° a SE; estremamente sfuggente anche con un filtro O III, si rivela specialmente nelle foto a lunga esposizione e con un telescopio potente, con filtro Hα.
La sua osservazione risulta di gran lunga privilegiata dall'emisfero boreale, dove si presenta circumpolare fino a latitudini temperate calde; il periodo migliore per l'osservazione nel cielo serale va da novembre a maggio, quando si trova molto alta sopra l'orizzonte. Dall'emisfero australe può essere ricercata senza eccessive difficoltà soltanto dalla sua fascia tropicale.

## Caratteristiche
Come molte altre nebulose planetarie, la sua struttura e la sua forma sono dovute all'espansione di un guscio di gas espulso da una stella morente; al centro si trova una nana bianca di classe DQ, la cui radiazione ultravioletta eccita ed illumina l'involucro di gas, che è composto principalmente di idrogeno, che conferisce il caratteristico colore rosso, mentre le aree blu sono dovute alla presenza dell'ossigeno.
L'area centrale ha forma rettangolare, mentre la nebulosa appare di forma circolare; la distanza non è stata accertata con precisione, e di conseguenza anche il diametro reale è ignoto. Si ritiene che questa nebulosa possieda una forma bipolare, con l'asse dei lobi orientato quasi esattamente in direzione della Terra, al punto che appare vista da un'angolazione polare; a causa della sua composizione chimica, si pensa che la sua stella progenitrice debba essere stata piuttosto massiccia.

### Articoli scientifici
- Rebecca B. Jones e Richard Emberson, A Large New Planetary Nebula, in Harvard College Observatory Bulletin, n. 911, agosto 1939,  pp. 11-13, Bibcode:1939BHarO.911...11J.

### Carte celesti
- Tirion, Rappaport, Lovi, Uranometria 2000.0 - Volume I - The Northern Hemisphere to -6°, Richmond, Virginia, USA, Willmann-Bell, inc., 1987, ISBN 0-943396-14-X.
- Tirion, Sinnott, Sky Atlas 2000.0, 2ª ed., Cambridge, USA, Cambridge University Press, 1998, ISBN 0-933346-90-5.